# Mount Huggins
Mount Huggins är ett berg i Antarktis. Det ligger i Östantarktis. Nya Zeeland gör anspråk på området. Toppen på Mount Huggins är 3 735 meter över havet, eller 1 183 meter över den omgivande terrängen. Bredden vid basen är 5,4 km. Huggins ingår i Royal Society Range.
Terrängen runt Mount Huggins är bergig åt nordväst, men åt sydost är den kuperad. Trakten är obefolkad. Det finns inga samhällen i närheten. 